# Neurogomphus pinheyi
Neurogomphus pinheyi é uma espécie de libelinha da família Gomphidae.
Pode ser encontrada nos seguintes países: Quénia e possivelmente em República Democrática do Congo.
Os seus habitats naturais são: florestas subtropicais ou tropicais úmidos de baixa altitude e rios.
Está ameaçada por perda de habitat.